# Babel (Album)
Babel ist das zweite Studioalbum der britischen Folk-Rock-Band Mumford & Sons. Es erschien im deutschsprachigen Raum am 21. September 2012 bei Universal.

## Entstehung
Die Aufnahmen zum Album fanden zwischen 2011 und 2012 in verschiedenen Studios in Großbritannien, den USA und Frankreich statt. Als Produzent wurde dabei Markus Dravs gewählt, der mit der Band bereits am Vorgängeralbum arbeitete. Das Album selber erschien im deutschsprachigen Raum am 21. September 2012.

## Titelliste
1. Babel – 3:28
2. Whispers in the Dark – 3:15
3. I Will Wait – 4:36
4. Holland Road – 4:13
5. Ghosts That We Knew – 5:39
6. Lover of the Light – 5:14
7. Lovers’ Eyes – 5:21
8. Reminder – 2:04
9. Hopeless Wanderer – 5:07
10. Broken Crown – 4:16
11. Below My Feet – 4:52
12. Not with Haste – 4:09
13. For Those Below – 3:35 (Deluxe Edition)
14. The Boxer – 4:05 (Deluxe Edition)
15. Where Are You Now – 3:39 (Deluxe Edition)

## Auszeichnungen
Das Album war bei den Grammy Awards 2013 in vier Kategorien nominiert und konnte eine Auszeichnung für das Album des Jahres entgegennehmen. Außerdem ist es für das Album des Jahres bei den BRIT Awards nominiert. Das Magazin Rolling Stone listete Babel auf Platz 11 der besten Alben des Jahres 2012.

## Rezeption
Von Musikkritikern wurde das Album positiv bis gemischt aufgenommen. Metascore errechnet eine Durchschnittsbewertung von 63 % basierend auf 32 Rezensionen und vergibt das Prädikat „generally favorable“ (dt. „grundsätzlich positiv“).
Die Höchstwertung erhält das Album von laut.de. Kritikerin Deborah Katona ist der Meinung, dass es nichts zu kritisieren gäbe und keiner der Songs wie ein Lückenfüller wirke.
Auch Ian Winwood von der BBC lobt das Album, in denen Mumford & Sons einen Weg gefunden haben sich von der Masse abzuheben und ihren eigenen Musikstil weiterzuentwickeln.
Der Rolling Stone vergibt 3,5 von 5 möglichen Punkten. Kritiker Will Hermes lobt auf der einen Seite das Arrangement des Albums und der einzelnen Songs, kritisiert aber auch, dass der Folk-Anteil an diesem Album an einigen Stellen zu gering sei.
James Christopher Monge von AllMusic sieht zwar manche Schwächen auf textlicher Ebene, lobt auf der anderen Seite aber die musikalische Leistung der Band. Als Bewertung vergibt er drei von fünf möglichen Sternen.

## Kommerzieller Erfolg

### Chartplatzierungen
In Großbritannien, den Vereinigten Staaten, Kanada, Flandern, den Niederlanden, Norwegen, und Neuseeland konnte sich das Album auf Rang eins der jeweiligen Charts platzieren, in Deutschland, Österreich, der Schweiz, und Australien erreichte es den zweiten Platz. Mit Platz vier in Dänemark und Schweden, Platz 5 in Italien und Platz 8 in Portugal wurden weitere Top-Ten-Platzierungen erreicht. Weitere Charteinstiege für das Album gab es in Wallonien mit Platz 11, in Spanien mit Platz 12, in Finnland mit Platz 19, Platz 31 in Polen sowie Platz 67 in Frankreich.
Die erste Singleauskopplung, I Will Wait, erreichte in Neuseeland (Platz 4), Irland (Platz 7) und Kanada (Platz 9) Top-Ten-Platzierungen. Weitere Platzierungen in Single-Charts gab es in Großbritannien mit Platz 12, in Flandern mit Platz 14, in Australien und den USA mit Platz 23, in der Schweiz mit Platz 39, in Schweden mit Platz 50 sowie in Deutschland mit Platz 53.
Die zweite Single, Lover of the Light, konnte sich nur in den USA mit Platz 97 platzieren.
| ChartsChartplatzierungen       | Höchstplatzierung | Wochen |
| ------------------------------ | ----------------- | ------ |
| Deutschland (GfK)              | 2 (57 Wo.)        | 57     |
| Österreich (Ö3)                | 2 (65 Wo.)        | 65     |
| Schweiz (IFPI)                 | 2 (53 Wo.)        | 53     |
| Vereinigte Staaten (Billboard) | 1 (108 Wo.)       | 108    |
| Vereinigtes Königreich (OCC)   | 1 (99 Wo.)        | 99     |

| ChartsJahrescharts (2012)      | Platzierung |
| ------------------------------ | ----------- |
| Deutschland (GfK)              | 29          |
| Österreich (Ö3)                | 31          |
| Schweiz (IFPI)                 | 35          |
| Vereinigte Staaten (Billboard) | 7           |
| Vereinigtes Königreich (OCC)   | 6           |

| ChartsJahrescharts (2013)      | Platzierung |
| ------------------------------ | ----------- |
| Deutschland (GfK)              | 66          |
| Österreich (Ö3)                | 19          |
| Schweiz (IFPI)                 | 38          |
| Vereinigte Staaten (Billboard) | 5           |
| Vereinigtes Königreich (OCC)   | 15          |

| ChartsJahrescharts (2014)      | Platzierung |
| ------------------------------ | ----------- |
| Vereinigte Staaten (Billboard) | 125         |

### Auszeichnungen für Musikverkäufe
| Land/Region                  | Auszeichnungen für Musikverkäufe (Land/Region, Auszeichnung, Verkäufe) | Verkäufe    |
| ---------------------------- | ---------------------------------------------------------------------- | ----------- |
| Australien (ARIA)            | 3× Platin                                                              | 210.000     |
| Belgien (BRMA)               | Gold                                                                   | 15.000      |
| Dänemark (IFPI)              | Gold                                                                   | 10.000      |
| Deutschland (BVMI)           | 3× Gold                                                                | 300.000     |
| Europa (IFPI)                | Platin                                                                 | (1.000.000) |
| Irland (IRMA)                | 2× Platin                                                              | 30.000      |
| Italien (FIMI)               | Gold                                                                   | 30.000      |
| Kanada (MC)                  | 5× Platin                                                              | 400.000     |
| Neuseeland (RMNZ)            | 4× Platin                                                              | 60.000      |
| Niederlande (NVPI)           | Platin                                                                 | 50.000      |
| Norwegen (IFPI)              | Gold                                                                   | 15.000      |
| Österreich (IFPI)            | Platin                                                                 | 20.000      |
| Schweden (IFPI)              | Platin                                                                 | 40.000      |
| Schweiz (IFPI)               | Gold                                                                   | 15.000      |
| Vereinigte Staaten (RIAA)    | 2× Platin                                                              | 2.000.000   |
| Vereinigtes Königreich (BPI) | 4× Platin                                                              | 1.200.000   |
| Insgesamt                    | 6× Gold · 25× Platin ·                                                 | 4.495.000   |